# Kominform
Kominform, Kommunistiska Informationsbyrån, var en internationell kommunistisk samarbetsorganisation under åren 1947–1956. 
Kominform ersatte den 1943 upplösta Komintern och bildades i september 1947 på en konferens i Szklarska Poręba, där Georgij Malenkov och Andrej Zjdanov förde Josef Stalins talan. Medlemmar blev de kommunistiska och arbetarpartierna i Bulgarien, Frankrike, Italien, Jugoslavien, Polen, Rumänien, Sovjetunionen, Tjeckoslovakien och Ungern. Byrån bestod av två medlemmar från varje land och fick sitt första säte i Belgrad, men efter Titos brytning med Sovjetunionen varvid de jugoslaviska partiet uteslöts 1948, flyttades byrån till Bukarest. Den upplöstes 1956 i samband med att Chrusjtjov försonades med Tito.
De första åren vände man sig mot USA:s Marshallhjälp och senare drevs kampanjer mot socialdemokratin och Titos Jugoslavien. Kominforms paroller följdes ofta av andra kommunistpartier, trots att de inte var formellt anslutna.

## Medlemmar
- Bulgariens kommunistparti
- Franska kommunistpartiet
- Italienska kommunistpartiet
- Jugoslaviens kommunistförbund (uteslutet i juni 1948)
- Kommunistpartiet i det fria territoriet i Trieste
- Polska förenade arbetarpartiet
- Rumänska kommunistpartiet
- Sovjetunionens kommunistiska parti
- Tjeckoslovakiens kommunistparti
- Ungerska arbetarpartiet